# 蕭謀魯斡
萧谋鲁斡（?—?），遼朝（契丹）軍人、政治人物，字回琏，蕭素颯之子，契丹五院部出身。
萧谋鲁斡初补夷离毕郎君，转任文班太保。辽道宗大康年间，改任南京统军使、右夷离毕。萧谋鲁斡与枢密使耶律阿思论事意见不合，被猜忌，出为马群太保。北部来侵，领兵抗击，因功转任知乌古敌烈统军，许便宜从事。又受谗言，降领西北路戍军，再为马群太保，卒。